# Mitsubishi Ki-46

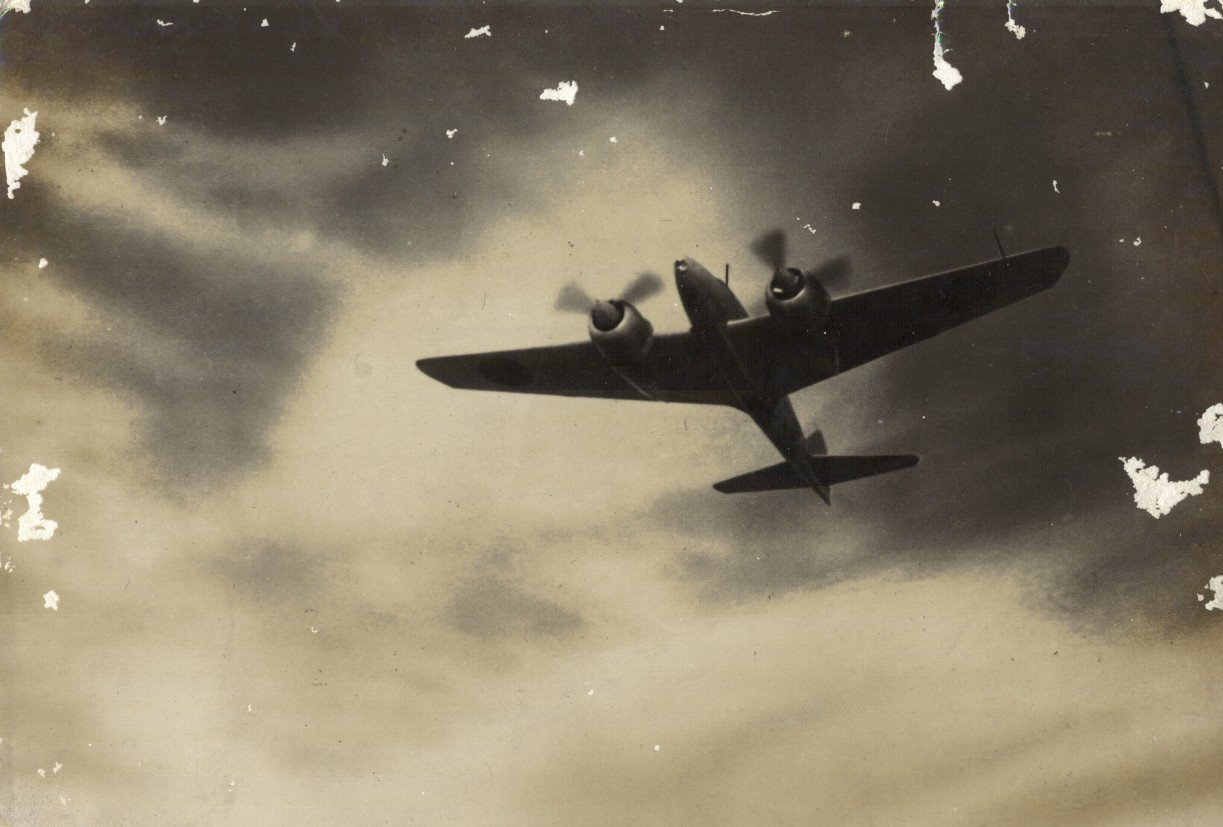
Mitsubishi Ki-46 w locie

Mitsubishi Ki-46 Hei (Samolot Rozpoznawczy Armii Wzór 100, oznaczenie amerykańskie – Dinah) – japoński samolot rozpoznawczy armii z okresu II wojny światowej. Jeden z najlepszych samolotów w swojej klasie w ówczesnych czasach. Łączył dużą prędkość z dużym zasięgiem. Niemieckie Luftwaffe było zainteresowane zakupem jego licencji, ale pomysł ten nie został zrealizowany.

## Historia
II wojna chińsko-japońska z powodu położenia geograficznego Japonii i rozległości frontu w Chinach wykazała potrzebę posiadania samolotu do dalekiego rozpoznania. Z tego powodu w grudniu 1937 roku w japońskiej wytwórni lotniczej Mitsubishi przystąpiono do opracowywania nowego samolotu rozpoznawczego dla japońskich wojsk lądowych, który mógł zastąpić używany Mitsubishi Ki-15. W założeniu miał to być samolot, który mógłby latać z prędkością rzędu 400 km/h na wysokości 4000 m (prędość maksymalna 600 km/h), a czas jego lotu powinien wynosić około 6 godzin.
W wytwórni Mitsubishi rozpoczęto jego projektowanie opierając się na wcześniejszym projekcie samolotu Mitsubishi Ki-40, a głównym konstruktorem został Tomio Kubo. Główny projektant zwrócił się o pomoc do Uniwersytetu Tokijskiego w zakresie aerodynamicznej osłony silników. Wydział inżynierii lotniczej samolotu zaprojektował ciasno dopasowane osłony dla projektu, co zmniejszyło opór do minimum. Tak powstał dwusilnikowy samolot oznaczony jako Mitsubishi Ki-46 (Wzór 100). Oblot tego samolotu nastąpił w listopadzie 1939 roku. Niestety samolot nie osiągnął zaplanowanej prędkości 600 km/h a tylko 540 km/h, ale nadal był szybszy od standardowego samolotu myśliwskiego tamtego okresu. W 1940 roku przystąpiono do jego produkcji seryjnej. W międzyczasie Mitsubishi pracowało, aby przekroczyć granicę 600 km/h, co osiągnięto dzięki rozwojowi silnika Mitsubishi. Wyposażyli Ha-26-I w dwustopniową sprężarkę. Jednostka napędowa oznaczona jako Ha-102, generowała około 1055 KM, co było więcej niż wystarczające. Ki-46-II dzięki nowemu silnikowi osiągnął imponującą szybkość 604 km/h.
W toku produkcji dokonywano drobnych zmian w samolocie, zmieniano silniki a w wersji Ki-46 III także uzbrojenie – przystosowując go do roli myśliwca przechwytującego.

## Wersje produkcyjne
- Ki-46 – prototyp
- Ki-46 I (Wzór 100) – samolot rozpoznawczy armii japońskiej
- Ki-46 II – wersja seryjna samolotu rozpoznawczego
- Ki-46 II Kai – trzymiejscowa wersja szkolno-treningowa, ze zmienioną kabiną
- Ki-46 III – prototyp
- Ki-46 III – wersja seryjna samolotu rozpoznawczego
- Ki-46 III Kai – myśliwiec przechwytujący, uzbrojony w 2 działka kal. 20 mm (stałe w dziobie kadłuba) i 1 działko kal. 37 mm (stałe zamontowane ukośnie na grzbiecie kadłuba)
- Ki-46 IIIa – samolot szturmowy, uzbrojony w działko kal. 37 mm
- Ki-46 IIIb – samolot szturmowy
- Ki-46 IIIc – prototyp
- Ki-46 IV – prototyp wyposażony w silniki Mitsubishi Ha-112 z turbodoładowaniem o mocy 1500 KM
- Ki-46 IV – prototyp samolotu myśliwsko-rozpoznawczego

Produkcję samolotu Mitsubishi Ki-46 zakończono w 1945 roku i łącznie w latach 1940 – 1945 zbudowano 1742 samoloty tego typu wszystkich wersji. Do dzisiaj zachował się jedyny egzemplarz w Royal Air Force Museum Midlands w Cosford w Anglii.

## Wersja myśliwska
Amerykańska ofensywa bombowa zmusiła japońskie dowództwo do poszukiwania myśliwców przechwytujących, zdolnych niszczyć ciężkie bombowce. Z uwagi na jego dobre osiągi, do prac adaptacyjnych wybrano samolot rozpoznawczy Ki-46. Budowę nowej maszyny powierzono w czerwcu 1943 roku Instytutowi Aeronautyki i Techniki Cesarskiej Armii, pod oznaczeniem Ki-46-III Kai. W instytucie wyposażenie fotograficzne zostało zastąpione dwoma działkami kal. 20 mm, a w górnej sekcji kadłuba zainstalowano ukośnie strzelające do przodu działko kal. 37 mm. Samolot skierowano do produkcji i ogółem zbudowano 200 egzemplarzy. Miał on silniki Mitsubishi Ha 112II o mocy 1500 KM i osiągał prędkość 630 km/h.

### Służba w lotnictwie
Samoloty rozpoznawcze Mitsubishi Ki-46 po rozpoczęciu produkcji seryjnej były wprowadzane do jednostek lotniczych lotnictwa armii japońskiej. Początkowo otrzymały je jednostki w Mandżurii, gdzie mogły wykonywać swoje misje zwiadowcze nad Chinami praktycznie poza zasięgiem nielicznych chińskich samolotów myśliwskich. 
Już w 1941 roku stał się podstawowym samolotem rozpoznawczym lotnictwa armii. Kiedy rozpoczęła się wojna z Aliantami, samoloty rozpoznawcze Mitsubishi Ki-46 były wykorzystywane praktycznie wszędzie. Tutaj również były całkowicie odporne na próby przechwycenia przez wroga. Samoloty tego typu dokonywały lotów rozpoznawczych w rejonie Malajów, Nowej Gwinei a nawet nad tereny północnej Australii.
Dopiero pojawienie się samolotów Lockheed P-38 i Spitfire V, dało pilotom alianckim małą szansę na skuteczną walkę z „Dinah”, aliancką nazwą kodową Ki-46. W tym czasie jednak Mitsubishi wprowadziło dalsze udoskonalenia modelu, co zwiększyło prędkość maksymalna 630 km/h i umożliwiło jednogodzinny lot z tą prędkością. Aby sprostać tym wysokim wymaganiom, pojemność zbiornika musiała zostać znacznie zwiększona. Osiągi te uzyskano dzięki silnikom gwiazdowym HA-112-II o mocy 1500 KM, oraz znaczącej modyfikacji dotyczyły jednak nosa i kokpitu samolotu. Stworzono tutaj projekt, który nie tylko wyglądał bardzo elegancko, ale także jeszcze bardziej zwiększył prędkość. Aby przeciwdziałać dodatkowej masie silnika i paliwa, całkowicie usunięto uzbrojenie obronne i wzmocniono podwozie. Zmodyfikowany samolot oznaczono Ki-46-III, a testy rozpoczęto w grudniu 1942 r. Chociaż Ki-46-III, osiągając prędkość 630 km/h, był nieco wolniejszy od wymaganego minimum, został jednak wykorzystany dokładnie tam, gdzie alianci osiągnęli już przewagę w powietrzu.
Ki-46 III Kai wszedł do służby w październiku 1944 roku, a w ciągu miesiąca trafił na front. Szybko okazało się, że samolot z powodu niewielkiej prędkości wznoszenia nie był w stanie skutecznie przechwytywać formacji B-29 Superfortress, a całkowity brak opancerzenia oraz brak samouszczelniających zbiorników paliwa czynił go łatwym celem dla amerykańskich strzelców pokładowych.
Ze względu na dużą prędkość Ki-46 III na wysokościach od 8000 do 10000 metrów, było praktycznie niemożliwe, aby myśliwce skutecznie je zaatakowały bez wykrycia przez radar. Dzięki znakomitej pracy Ki-46 i ich pilotów, Japończycy byli nawet w stanie wielokrotnie bombardować silnie bronione lotniska B-29 na Saipanie, największej wyspie na Marianach Północnych. „Dinah” latały rozpoznawczo i meldowały, kiedy amerykańskie bombowce były zatankowane, w pełni załadowane bombami i gotowe do startu. Japońskie bombowce Mitsubishi Ki-67 Hiryu leciały następnie z Japonii do Saipanu, zatrzymując się na Iwo Jimie i zaskoczyły Amerykanów, gdy o świcie przeleciały nisko nad lotniskiem i zrzuciły bomby na B-29 gotowe do startu. Straty amerykańskie były tak duże, że w kraju publikowano tylko cyęściowe raporty z tych ataków, albo wcale.
Samolotów Mitsubishi Ki-46 używano do końca II wojny światowej

### Opis konstrukcji
Samolot Mitsubishi Ki-46 to dwusilnikowy dolnopłat o konstrukcji metalowej, z podwoziem chowanym w locie. Samolot miał kabiny zakryte, przednia mieszcząca pilota i obserwatora, stanowisko obserwatora było skierowane do tyłu. Napęd stanowiły dwa silniki gwiazdowe.